# イーゴリ・シャリモフ
イーゴリ・ミハイロヴィチ・シャリモフ（Igor Mihailovich Shalimov, 1969年2月2日 - ）は、ロシア・モスクワ出身のサッカー指導者。元サッカー選手、サッカー指導者。元ロシア代表。ポジションはミッドフィールダー。

## クラブ
ロコモティフ・モスクワ、FCスパルタク・モスクワのユースを経て1986年にスパルタク・モスクワでキャリアをスタートさせた。
スパルタク・モスクワで数シーズンにわたり活躍し、1991年には、ダン・ペトレスク、イーゴリ・コリヴァノフらとともに、ズデネク・ゼーマン率いるセリエAのフォッジャ・カルチョに加入した。ミラクル・フォッジャの一員として、9ゴールを決め、ジュゼッペ・シニョーリ、ロベルト・ラムバウディ、フランチェスコ・バイアーノらとともに快進撃を続けた。
フォッジャでの活躍が認められ、1992-93シーズンにはインテル・ミラノに約12億円で移籍した。司令塔として９ゴールを決めるなど、ACミランとの優勝争いの原動力となったが、1993-94シーズンからデニス・ベルカンプ、ヴィム・ヨンクが加入したことで、外国人枠の問題から常時スタメン出場することは出来ず、UEFAカップ決勝でもベンチ外となるなど、1994-95シーズンにはブンデスリーガのデュースブルクへ移籍した。
その後、スイスのACルガーノを経て、再びセリエAに戻りウディネーゼ、ボローニャ、ナポリでプレー。ナポリ在籍時の1998-99シーズンにステロイド使用の出場停止処分を受けたことで引退した。

## 代表
ソビエト連邦代表としては1990 FIFAワールドカップ・イタリア大会に出場した。
ソ連崩壊後はCIS代表としてUEFA EURO '92に出場した。
1994 FIFAワールドカップ・アメリカ大会でも中心選手とみられていたが、アンドレイ・カンチェルスキス、イーゴリ・コリヴァノフ、セルゲイ・キリアコフ、ヴァシリ・クルコフらとともに当時のロシア代表監督パヴェル・サディリンに反旗を翻し出場をボイコットした。
オレグ・ロマンツェフがロシア代表監督就任後は代表に復帰、UEFA EURO '96では再び大舞台でプレーした。